# タンロン遺跡
座標: 北緯21度01分 東経105度50分 / 北緯21.017度 東経105.833度
タンロン遺跡（タンロンいせき）、または昇龍皇城（タンロンこうじょう、ベトナム語：Hoàng Thành Thăng Long / 皇城昇龍）は、2003年からベトナムの首都のハノイで発掘された遺跡群。タンロン（昇龍）はハノイの旧称。1010年から1804年までほぼ一貫してベトナム諸王朝がここに都を置いたため、各時代の遺跡が重なっているのが特徴である。2010年8月にユネスコの世界遺産（文化遺産）に登録されている。
この遺跡は紅河デルタの埋立地に立地し、北の中国と南のチャンパ王国の両方からの影響を受けている紅河下流域の独特な文化およびベトナムの独立国家としての形成と発展の過程を反映している。

## 登録基準
この世界遺産は世界遺産登録基準のうち、以下の条件を満たし、登録された（以下の基準は世界遺産センター公表の登録基準からの翻訳、引用である）。
- (2) ある期間を通じてまたはある文化圏において、建築、技術、記念碑的芸術、都市計画、景観デザインの発展に関し、人類の価値の重要な交流を示すもの。
- (3) 現存するまたは消滅した文化的伝統または文明の、唯一のまたは少なくとも稀な証拠。
- (4) 人類の歴史上重要な時代を例証する建築様式、建築物群、技術の集積または景観の優れた例。